# Heikki Silvennoinen

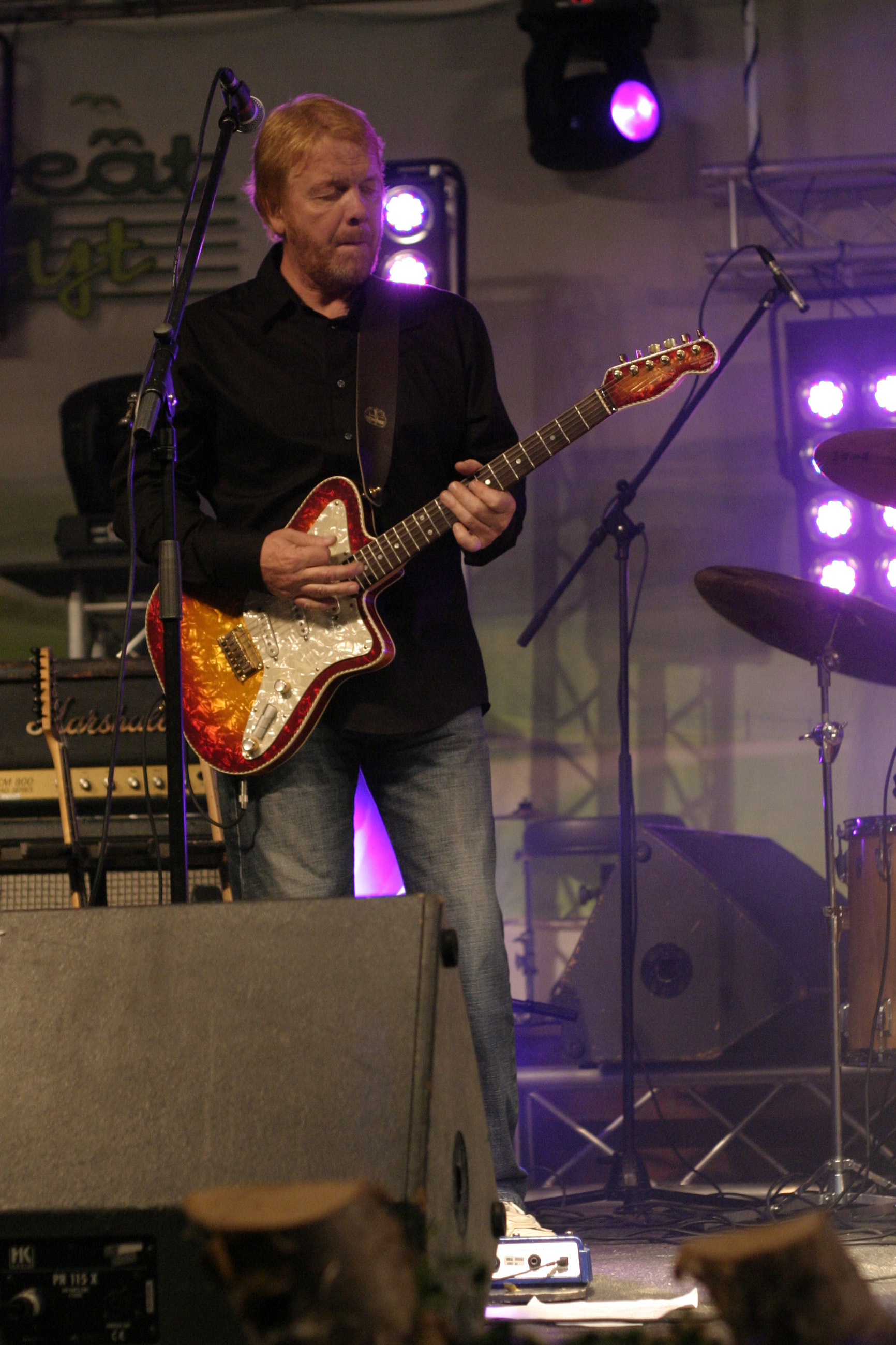
Heikki Silvennoinen in Kiuruvesi, 2007

Heikki Johannes Silvennoinen (* 27. April 1954 in Kiviapaja, Sääminki; † 18. Dezember 2024 in Pälkäne) war ein finnischer Schauspieler, Drehbuchautor, Gitarrist, Sänger und Songwriter. Er war unter dem Spitznamen „Clapton von Kangasala“ bekannt. Silvennoinen spielte in vielen bekannten Bands. Die Genres seiner Musik waren hauptsächlich Rock und Blues. Bekannt war er vor allem als Mitglied der Comedy-Gruppe Kummeli.

## Bands
- Tabula Rasa
- Coitus Int
- Q.Stone
- Kummeli
- SF-Blues
- Heikki Silvennoinen und seine Band (mehrere Besetzungen)[1]

## Solo-Diskografie
- Mature and Cool (1992)
- Bobcat (1997)
- Sweet Surrender (1999)
- Blues Blue Sky (2000)
- Miehet Kaatuu (2003)
- Peace of Mind (2010)
- Live 2016 (mit Erja Lyytinen, 2016)
- Kaiho (2023)